# Hansu-myeon
Hansu-myeon (koreanska: 한수면) är en socken i den centrala delen av Sydkorea, 120 km sydost om huvudstaden Seoul. Den ligger i södra delen av kommunen Jecheon i provinsen Norra Chungcheong.